# Stryjów
Stryjów [pronunciación en polaco: /ˈstrɨjuf/] es un pueblo ubicado en el distrito administrativo de Gmina Izbica, dentro del condado de Krasnystaw, Voivodato de Lublin, en el este de Polonia. Se encuentra a unos 6 kilómetros al este de Izbica, 16 kilómetros al sur de Krasnystaw, y a 63 kilómetros al sureste de la capital regional Lublin.